# Liste der denkmalgeschützten Objekte in Doksy u Kladna
Grundlage dieser Liste der denkmalgeschützten Objekte in Doksy u Kladna ist die ÚSKP-Liste (Ústřední seznam kulturních památek České republiky, deutsch Zentrale Liste der Kulturdenkmäler der Tschechischen Republik), die von der tschechischen Denkmalschutzbehörde NPÚ (Národní památkový ústav, deutsch Nationale Denkmalbehörde) seit 1987 geführt wird und an die seit dem Jahr 1850 geschaffenen Listen anschließt.

## Denkmalgeschützte Objekte nach Ortsteilen
| Lage                                                                      | Objekt                               | Beschreibung | ÚSKP-Nr.                  | Bild                                 |
| ------------------------------------------------------------------------- | ------------------------------------ | --- | ------------------------- | ------------------------------------ |
| Doksy, Dorfplatz (Standort)                                               | Kapelle des Hl. Johannes von Nepomuk | Kapelle St. Johannes von Nepomuk                                                                                              | 21264/2-4007 Info Katalog | Kapelle des Hl. Johannes von Nepomuk |
| Doksy, südlicher Teil des Ortes, innerhalb der Umfassungsmauer (Standort) | Grabstein der Magd                   | Sandstein Grabstein von rechteckiger Form, mit einem Schild gekrönt und mit Voluten verziert. Werk datiert in Inschrift 1675. | 22233/2-485 Info Katalog  | Grabstein der Magd                   |